# Крагуешти (Мехединци)
Крагуешти (рум. Crăguești) насеље је у Румунији у округу Мехединци у општини Шишешти. Oпштина се налази на надморској висини од 266 m.

## Становништво
Према подацима из 2002. године у насељу је живело 473 становника, од којих су сви румунске националности.